# Estação Helmeyet El-Zaitoun
Helmeyet El-Zaitoun (em árabe: حلمية الزيتون) é uma das estações da linha 1 do metro do Cairo, no Egito.